# Севент-Маунтен (Орегон)
Севент-Маунтен (англ. Seventh Mountain) — переписна місцевість (CDP) в США, в окрузі Дешутс штату Орегон. Населення — 407 осіб (2020).

## Географія
Севент-Маунтен розташований за координатами 44°0′26″ пн. ш. 121°22′52″ зх. д. / 44.00722° пн. ш. 121.38111° зх. д. (44.007322, -121.381002).  За даними Бюро перепису населення США в 2010 році переписна місцевість мала площу 5,07 км², з яких 5,05 км² — суходіл та 0,01 км² — водойми.

## Демографія
Згідно з переписом 2010 року, у переписній місцевості мешкало 187 осіб у 93 домогосподарствах у складі 77 родин. Густота населення становила 37 осіб/км².  Було 199 помешкань (39/км²).
Расовий склад населення:
| - 92,5 % — білих - 2,1 % — чорних або афроамериканців - 2,1 % — азіатів - 2,1 % — осіб інших рас |

До двох чи більше рас належало 1,1 %. Частка іспаномовних становила 3,7 % від усіх жителів.
За віковим діапазоном населення розподілялося таким чином: 4,8 % — особи молодші 18 років, 55,6 % — особи у віці 18—64 років, 39,6 % — особи у віці 65 років та старші. Медіана віку мешканця становила 62,7 року. На 100 осіб жіночої статі у переписній місцевості припадало 107,8 чоловіків;  на 100 жінок у віці від 18 років та старших — 109,4 чоловіків також старших 18 років.
Середній дохід на одне домашнє господарство  становив 78 866 доларів США (медіана — 81 250), а середній дохід на одну сім'ю — 81 698 доларів (медіана — 88 636). 
Цивільне працевлаштоване населення становило 51 осіб. Основні галузі зайнятості: роздрібна торгівля — 29,4 %, інформація — 19,6 %, будівництво — 19,6 %.